# 2024 en Saskatchewan
Chronologie de la Saskatchewan
- 2020
- 2021
- 2022
- 2023
- 2024
- 2025
- 2026
- 2027
- 2028

Cette page recense des événements qui se sont produits durant l'année 2024 dans la province canadienne de la Saskatchewan.

## Décès
- 30 juillet : Lyle Stewart, homme politique et ministre saskatchewanais
- 25 octobre : Bill Hay, joueur de hockey
- 29 novembre : Larry McIntyre, joueur et entraîneur de hockey sur glace

#### L'année 2024 dans le reste du monde
- L'année 2024 dans le monde
- L'année 2024 au Canada
- 2024 au Québec, 2024 au Nouveau-Brunswick, 2024 en Alberta, 2024 en Colombie-Britannique, 2024 à Terre-Neuve-et-Labrador, 2024 au Yukon, 2024 en Nouvelle-Écosse, 2024 au Nunavut, 2024 en Ontario, 2024 aux Territoires du Nord-Ouest
- 2024 par pays en Amérique, 2023 au Canada, 2023 aux États-Unis
- 2024 en Europe, 2024 dans l'Union européenne, 2024 en Belgique, 2024 en France, 2024 en Italie, 2024 en Suisse
- 2024 en Afrique • 2024 par pays en Asie • 2024 en Océanie
- 2024 aux Nations unies
- Décès en 2024